# Aeroportul Qiemo Yudu
Aeroportul Qiemo Yudu (IATA: IQM, ICAO: ZWCM) este un aeroport din Xinjiang, Republica Populară Chineză ce deservește zona Qiemo Town⁠(d). Aeroportul a fost tranzitat în 2020 de 117.965 de pasageri.
aeroportul dispune de o singură pistă. Este operat de Civil Aviation Administration of China⁠(d).